# Сучков, Егор Дмитриевич (хоккеист)
Егор Дмитриевич Сучков (род. 12 августа 2001, Чебаркуль, Челябинская область) — российский хоккеист, нападающий клуба КХЛ «Салават Юлаев».

## Биография
Начинал заниматься хоккеем в челябинской хоккейной школе имени С. Макарова, с 2017 года — в системе «Салавата Юлаева». В сезоне 2018/19 дебютировал в команде МХЛ «Толпар», со следующего сезона также игрок «Тороса» в ВХЛ. В сезоне 2019/20 набрал 51 очко (22+29) в 52 матчах за «Толпар». Дважды за сезон набирал по 4 очка за матч.
7 сентября 2020 года в гостевом матче «Салавата Юлаева» против минского «Динамо» (4:3) дебютировал в КХЛ. В сезоне 2020/21 провёл всего три игры в КХЛ, также выступал в МХЛ за «Толпар» в МХЛ (8 очков в 8 матчах) и «Торос» в ВХЛ (14 очков в 28 матчах). В плей-офф МХЛ набрал 11 очков (5+6) в 11 матчах.
В сезоне 2021/22 сыграл только два матча за «Салават Юлаев» в КХЛ, также играл за «Толпар» (2 матча) и «Торос» (46 очков в 47 матчах). В плей-офф ВХЛ набрал 4 очка (1+3) в 7 матчах.
В сезоне 2022/23 стал более регулярно играть за «Салават Юлаев» — 38 матчей и 9 очков (2+7) в КХЛ. За «Торос» сыграл 15 матчей и набрал 11 очков (3+8).
В сезоне 2023/24 закрепился в основном составе «Салавата». Провёл 52 матча и набрал 14 очков (7+7) при показателе полезности +13. 7 ноября 2023 года забросил 2 шайбы в ворота «Сочи» (3:1). В последних 16 матчах регулярного сезона не смог набрать ни очка. В среднем Сучков проводил на льду 11 минут и 43 секунды. В плей-офф в 2 матчах забросил 1 шайбу.